# Suat Yalaz
 (décembre 2012).
Si vous disposez d'ouvrages ou d'articles de référence ou si vous connaissez des sites web de qualité traitant du thème abordé ici, merci de compléter l'article en donnant les références utiles à sa vérifiabilité et en les liant à la section « Notes et références ».
Suat Yalaz, né le 1er janvier 1932 à Çiçekdağı (Kirşehir) en Turquie et mort le 2 mars 2020 à Istanbul (Turquie), est un dessinateur turc de bande dessinée. Il utilise aussi les pseudonymes de Toro Gi et Jimmy Toro.

## Biographie
Son père était greffier. Suat Yalaz a passé sa jeunesse à Denizli, Adana et Kayseri. À seize ans, il publie ses dessins dans le journal turc Erciyes Post. Il passe son diplôme à l'Académie d’état des Beaux-Arts d'Istanbul puis travaille avec quelques scénaristes pour des dessins.
Il publie sa première bande dessinée Karaoglan dans Akşam, un journal à fort tirage, en 1962. Il produit plusieurs films qui ont pour sujet Karaoglan.
Suat Yalaz se rend à Paris en 1971, afin de publier Karaoglan en français, sous le nom de Changor puis sous le nom de Kébir et dans d’autres langues telles que l’anglais, l’arabe et le russe. Au cours de cette période de sept ans, il a travaillé pour des maisons d'édition européennes (notamment Batsei, éditeur allemand) ou turques. En France, il travaillera notamment pour la Société Française de Presse Illustrée,. C'est dans cette dernière qu'il publie plusieurs bandes dessinées : Sony, Ringo, Zorro (nouvelle série). Il travaillera également pour les Editions de Lutèce, où il publiera Changor.
On doit à l'auteur Pat Magnum, des bandes dessinées érotiques et d'horreur, une adaptation du Coran en BD, ainsi que des bandes dessinées comiques (Kaana) et des caricatures. C'est sous le pseudonyme Gi-toro, il écrira des BD érotiques.
Après une carrière de scénariste et de dessinateur, il abandonne son travail lié à la presse en 2001. Il prépare des films de dessins animés de Karaoglan et son autre personnage, Yandim Ali.

### Famille
Suat Yalaz est marié et a deux enfants Carroll et Olcaytu.

## Distinction
Il a été choisi en tant que dessinateur turc de l'année 2002.